# Eleição municipal de Atibaia em 2024
A eleição municipal da cidade de Atibaia em 2024, localizada em São Paulo – Brasil, ocorreu no dia 6 de outubro de 2014 em turno único para eleger um prefeito, um vice-prefeito e 11 vereadores para a administração da cidade na Câmara Municipal de Atibaia.
Os principais candidatos à prefeitura eram Daniel Martini (PL), Saulo Pedroso (PSD) e Beto Trícoli (PV). Como Atibaia não possui mais de 200 mil habitantes, não haveria segundo turno. Assim, Martini foi eleito com 48,22% dos votos válidos, contra 34,82% para Saulo Pedroso e 7,93% para Beto Trícoli.

## Resultados

### Prefeito
| Candidato(a)           | Vice                          | Turno único 2 de outubro de 2024 | Turno único 2 de outubro de 2024 |
| Candidato(a)           | Vice                          | Total                            | %                                |
| ---------------------- | ----------------------------- | -------------------------------- | -------------------------------- |
| Daniel Martini (Pl)    | Alessandro Roncoletta (UNIÃO) | 37.913                           | 48,22%                           |
| Saulo Pedroso (PSD)    | Fernando Pugliesi (PSDB)      | 27.380                           | 34,82%                           |
| Beto Trícoli (PV)      | 6.237                         | 7,93%                            |                                  |
| Total de votos válidos | Total de votos válidos        | 78.628                           | 89,88%                           |
| → Votos em branco      | → Votos em branco             | 3.991                            | 4,56%                            |
| → Votos nulos          | → Votos nulos                 | 4.862                            | 5,56%                            |
| Total                  | Total                         | 87.481                           | 76,15%                           |
| Abstenções             | Abstenções                    | 27.399                           | 23,85%                           |
| Total de eleitores     | Total de eleitores            | 114.880                          | 100%                             |

### Vereadores
| Candidato           | Número | Partido | Votos | Porcentagem |
| ------------------- | ------ | ------- | ----- | ----------- |
| Fernando Souza      | 40123  | PSB     | 2.170 | 2,77%       |
| Julio Mendes        | 15123  | MDB     | 1.995 | 2,54%       |
| Carlinhos do Portão | 15678  | MDB     | 1.983 | 2,53%       |
| Doutor Denig        | 22000  | PL      | 1.887 | 2,41%       |
| Ademilson Militão   | 40000  | PSB     | 1.864 | 2,38%       |
| Derek Bonjardim     | 22222  | PL      | 1.764 | 2,25%       |
| Coronel Ikeda       | 22190  | PL      | 1.738 | 2,22%       |
| Lucas Cardoso       | 40333  | PSB     | 1.703 | 2,22%       |
| José Machado        | 45633  | PSDB    | 1.703 | 2,17%       |
| Pi Do Judô          | 55777  | PSD     | 1.594 | 2,03%       |
| Lucas Garcia        | 22299  | PL      | 1.442 | 1,84%       |